# Jacqueline Comerre-Paton
Jacqueline Comerre-Paton (Parigi, 1º maggio 1859 – Parigi, 1955) è stata una pittrice francese.

## Biografia
Jacqueline Paton nacque a Parigi dalla scrittrice Émilie Paton (il cui pseudonimo è Jacques Rozier, dal nome della madre Jacqueline Rozier), nata Émilie Euphémie Thérèse Pacini, figlia del compositore Antonio, e del giornalista finanziario Jules Paton (noto anche con lo pseudonimo di Jules Fleurichamp) e, dotata di buon talento e sensibilità, si iscrisse presto all'"École des Beaux arts" divenendo allieva di Alexandre Cabanel .
Terminati gli studi sposò il pittore Léon Comerre, e rimase al suo fianco per tutta la vita. Dal matrimonio ebbe un figlio, Maxime, che divenne architetto, e da questi una nipote, Denise.
Fu, come suo marito, una pittrice fondamentalmente accademica, seppur con forti connotazioni post-impressioniste.

Sua grande amica fu la ritrattista Fanny Caillé, allieva di Charles Chaplin.
Costei, come omaggio, riprodusse uno dei suoi quadri più conosciuti: At the spring.
Ebbe una menzione d'onore nel 1881 e una Medaglia alla mostra di Versailles.
Jacqueline visse sino a 96 anni e si spense a Parigi dieci anni dopo la fine della seconda guerra mondiale, quando ormai da tempo aveva smesso di impegnarsi nella pittura.

## Opere principali
- Portrait de paysanne - (Ritratto di contadina)
- Jeune fille aux papillons - (Ragazza con farfalle)
- Jeune Hollandaise, 1889, Museo di Belle arti di Lilla [4] - (Giovane olandese)
- L'Honorable Rodolphe Lemieux, président de la Chambre des communes, (1922-1930), c. 1924 - (L'onorevole Rodolphe Lemieux)
- La Chanson des bois, Museo di Morlaix - (La canzone dei boschi)
- L'Ignorance (presentato al "Salon de Paris") - (L'ignoranza)
- An ass skin - (Pelle d'asino)
- At the spring - (In primavera)
- Chaperon rouge - (Cappuccetto rosso)
- Mignon - (Mignon)
- Mlle Marguerite Ugalde - (Ritratto di Marguerite Ugalde)
- Faneuse - (La fienatrice)